# Lubomír Vlk
Lubomír Vlk (ur. 21 lipca 1964 w Uherskich Hradištach) – czeski piłkarz występujący na pozycji obrońcy. Wcześniej reprezentant Czechosłowacji.

## Kariera klubowa
Vlk karierę rozpoczynał w 1984 roku w Slavii Uherské Hradiště. W 1985 roku przeszedł do zespołu TJ Vítkovice. W 1986 roku wywalczył z nim mistrzostwo Czechosłowacji, a w 1988 roku dotarł do ćwierćfinału Pucharu UEFA. Przez pięć lat w barwach Vítkovic rozegrał 102 spotkania i strzelił 15 bramek.
W 1990 roku Vlk odszedł do portugalskiego FC Porto. W ciągu trzech gry dla tego klubu, zdobył z nim dwa mistrzostwa Portugalii (1992, 1993), Puchar Portugalii (1991) oraz Superpuchar Portugalii (1991). W 1993 roku wrócił do TJ Vítkovice, noszącego już nazwę FC Vítkovice. Następnie grał w FC Karviná oraz ponownie w FC Vítkovicach, gdzie w 2000 roku zakończył karierę.

## Kariera reprezentacyjna
W reprezentacji Czechosłowacji Vlk zadebiutował 27 października 1987 roku w wygranym 3:1 towarzyskim meczu z Polską. 27 kwietnia 1988 roku w zremisowanym 1:1 towarzyskim pojedynku z ZSRR strzelił pierwszego gola w kadrze. W latach 1987–1991 w drużynie narodowej rozegrał łącznie 11 spotkań i zdobył 2 bramki.